# Duwet (Bojong)
Duwet is een bestuurslaag in het regentschap Pekalongan van de provincie Midden-Java, Indonesië. Duwet telt 2345 inwoners (volkstelling 2010).